# 麻布建物

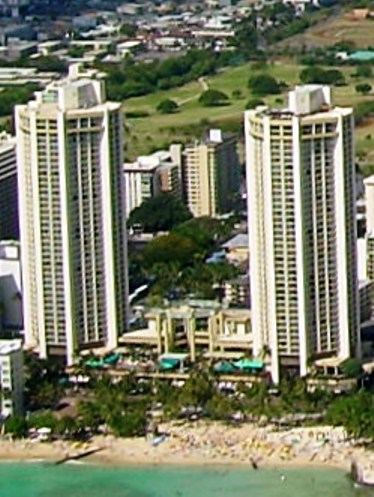
麻布建物が1986年に取得した、ハイアットリージェンシー・ホノルル

麻布建物株式会社（あざぶたてもの）は、かつて存在した日本の不動産会社である。

## 概要
1956年（昭和31年）に渡辺喜太郎が株式会社麻布小型自動車として創業。1964年（昭和39年）に麻布自動車産業株式会社を設立。
1981年には、本社ビルに外車を並べてショールーム化。芸能人には2割引きで販売したため評判を呼び、客層は華やかなものとなり高級外車販売店の代名詞となった。
不動産業に進出したのは1969年（昭和44年）頃で、1987年（昭和62年）に社名を麻布自動車から麻布建物株式会社に改称。2014年に設立された麻布自動車は、後に渡辺喜太郎が設立した別会社（コンサルタント会社）である。
住宅金融専門会社（住専）の大口融資先であり、最盛期のバブル期には住専を中心に1,000億円を超える融資を受け、ハワイのリゾートホテルを買収するなど積極的に投資し、1990年（平成2年）5月期には約679億円の売上を上げるまでに成長した。
政治家にも10年間で約30億円となる裏献金を行い、これらは税務署の指示で使途不明金として処理された。
1998年には小糸製作所株式について、仕手グループ「光進」の小谷光浩を巻き込んだ仕手戦に参加、2000億円を投じるが、最終的には1000億円の損となった。
しかし、バブル崩壊後に不動産価格の下落などにより業績が悪化。資金調達が困難となったため、債務の大半が整理回収機構へと譲渡された。この際に社長の渡辺喜太郎は強制執行を逃れるために資産隠しを行い、強制執行妨害容疑で逮捕された。
2006年（平成18年）、アメリカ合衆国内の資産についてアメリカ合衆国連邦倒産法第11章による倒産手続を申請。これに伴い、2007年（平成19年）6月に東京地方裁判所へ会社更生手続開始を申し立て、同年8月に更生手続開始が決定した。負債総額は2006年6月時点で5,648億円。